# High School Musical: The Concert
| High School Musical: The Concert | High School Musical: The Concert |
| --- | -------------------------------- |
| Foto |                                  |
| Produktionsland | Vereinigte Staaten               |
| Erscheinungsjahr | 2006/2007                        |
| Länge | 150 Minuten                      |
| Produzenten |                                  |
| Konzertproduzent und -direktor | Kenny Ortega                     |
| Konzertproduzent von Buena Vista | Chip McLean                      |
| Konzertchoreographie | Kenny Ortega und Charles Klapow  |
| Konzertmoderator | Lucas Grabeel                    |
| DVD- und CD-Produzent | Paul Morphos                     |
| DVD- und CD-Direktor | Jim Yukich                       |
| CD-Cover | Fred Mollin                      |
| Besetzung/Synchronsprecher |                                  |
| - Drew Seeley, Johannes Raspe - Vanessa Hudgens, Leoni Kristin Oeffinger - Lucas Grabeel, Tim Schwarzmaier - Ashley Tisdale, Esra Vural - Corbin Bleu, Max Felder - Monique Coleman, Natalie Löwenberg - Jordan Pruitt, kein Dialog |                                  |

High School Musical: The Concert war eine Konzert-Tour, welche auf dem Film High School Musical basierte, gesponsert von AEG Live und präsentiert von Buena Vista Konzerte. Das Konzert wurde in Städten der Vereinigten Staaten, Kanadas und Lateinamerikas aufgeführt.
Das Konzert wurde mit Corbin Bleu, Ashley Tisdale, Lucas Grabeel, Monique Coleman,  Vanessa Anne Hudgens und Drew Seeley aufgeführt. Zac Efron war aufgrund der Dreharbeiten zum Film Hairspray verhindert.
Das Konzert begann am 30. November 2006 in San Diego, USA im IpayOne Center.
Es lief in der Regel 150 Minuten. Die letzte Vorstellung war am 29. Mai 2007 in Guadalajara, Mexiko.

## Liedereinteilung beim Konzert
Anfang – Jordan Pruitt:
1. Jump to the Rhythm
2. Teenager
3. Outside Looking In
4. Miss Popularity
5. We Are Family

(15 Minuten Pause)
1. Start of Something New – Alle Darsteller
2. Stick to the Status Quo – Alle Darsteller
3. I Can’t Take My Eyes Off of You – Alle Darsteller
4. When There Was Me and You – Vanessa Hudgens
5. Headstrong – Ashley Tisdale
6. We’ll Be Together – Ashley Tisdale
7. He Said She Said – Ashley Tisdale
8. Get'cha Head in the Game – Drew Seeley und Corbin Bleu
9. Dance with Me – Drew Seeley und Monique Coleman
10. Push It to the Limit – Corbin Bleu
11. Marchin’ – Corbin Bleu
12. What I’ve Been Looking For (Reprise) – Drew Seeley und Vanessa Hudgens
13. What I’ve Been Looking For – Lucas Grabeel und Ashley Tisdale
14. Let’s Dance – Vanessa Hudgens
15. Say OK – Vanessa Hudgens
16. Come Back to Me – Vanessa Hudgens
17. Bop to the Top – Lucas Grabeel und Ashley Tisdale
18. Breaking Free – Drew Seeley und Vanessa Hudgens
19. We’re All in This Together – Alle Darsteller

## CD
Disc 1

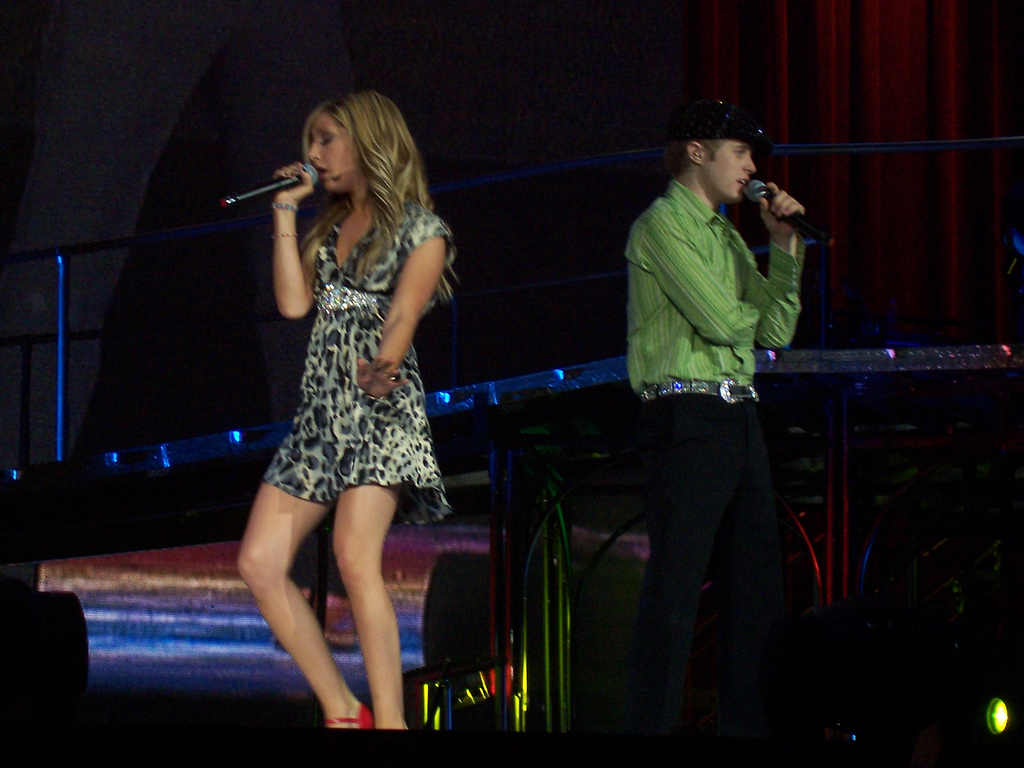
Ashley Tisdale und Lucas Grabeel

1. Start of Something New – Alle Darsteller
2. Stick to the Status Quo – Alle Darsteller
3. I Can’t Take My Eyes Off of You – Alles Darsteller
4. When There Was Me and You – Vanessa Hudgens
5. Get'cha Head in the Game – Drew Seeley und Corbin Bleu
6. What I’ve Been Looking For (Reprise) – Drew Seeley und Vanessa Hudgens
7. What I’ve Been Looking For – Lucas Grabeel und Ashley Tisdale
8. Bop to the Top – Lucas Grabeel und Ashley Tisdale
9. Breaking Free – Drew Seeley und Vanessa Hudgens
10. We’re All in This Together – Alle Darsteller

Bonus-Tracks
1. Push It to the Limit – Corbin Bleu
2. Say OK – Vanessa Hudgens
3. Dance with Me – Drew Seeley und Monique Coleman
4. We’ll Be Together – Ashley Tisdale

Disc 2 (DVD)
Fünf Auftritte vom Konzert. (Start of Something New, Get’cha Head in the Game, Bop to the Top, Breaking Free, We’re all in this Together)

## DVD
Alle Liveauftritte
1. The Start of Something New
2. Stick to the Status Quo
3. I Can’t Take My Eyes Off of You
4. When There Was Me and You

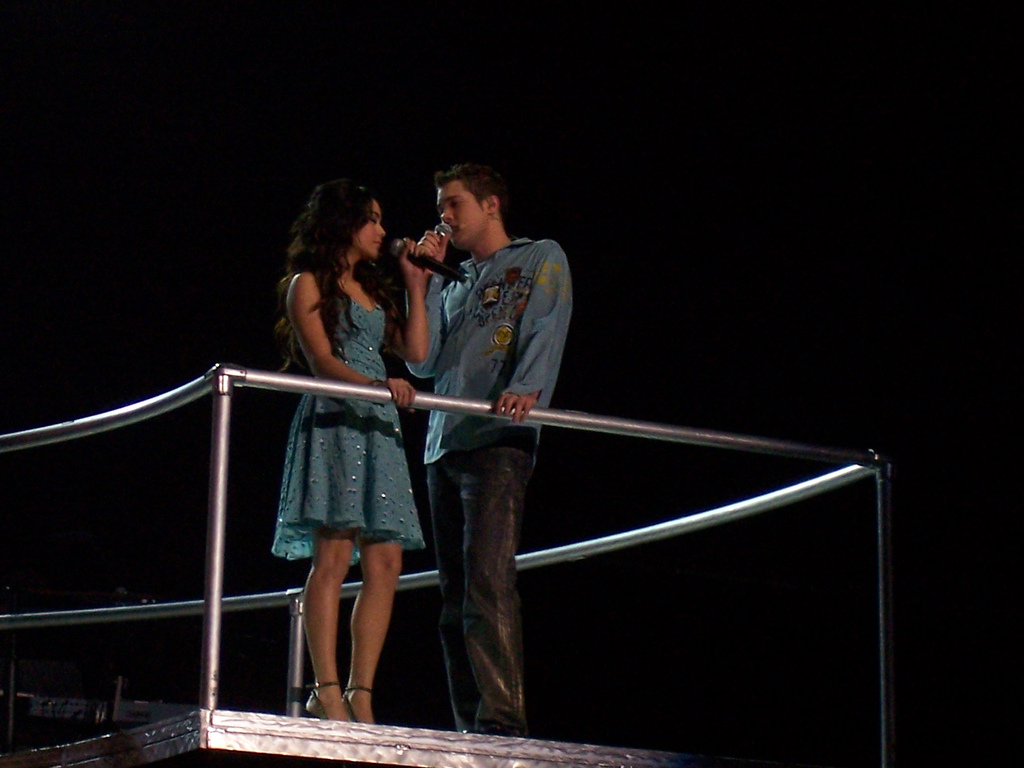
Vanessa Hudgens und Drew Seeley

5. We’ll Be Together – Ashley Tisdale (von der CD Headstrong)
6. Get’cha Head in the Game
7. Push it to the Limit – Corbin Bleu (von der CD Another Side und Jump In!)
8. Marchin – Corbin Bleu (von der CD Another Side)
9. What I’ve Been Looking For (Reprise)
10. What I’ve Been Looking For
11. Say OK – Vanessa Hudgens (von der CD V)
12. Bop to the Top
13. Breakin’ Free
14. We’re All in This Together

Bonustracks
1. Jordan Pruitts Show-Eröffnung (Jump to the Rhythm, Teenager, Outside Looking In, Miss Popularity)
2. Hinter der Bühne von morgens bis abends mit Lucas
3. Schau aus verschiedenen Perspektiven (Start of Something New, Get'cha Head In The Game, Bop To The Top, Breaking Free, We’re All in This Together)
4. Ausschnitte aus High School Musical 2

## Auszeichnungen für Musikverkäufe

### Album
| Land/Region                  | Auszeichnungen für Musikverkäufe (Land/Region, Auszeichnung, Verkäufe) | Verkäufe |
| ---------------------------- | ---------------------------------------------------------------------- | -------- |
| Vereinigtes Königreich (BPI) | Silber                                                                 | 60.000   |
| Insgesamt                    | 1× Silber ·                                                            | 60.000   |

### Videoalbum
| Land/Region                  | Auszeichnungen für Musikverkäufe (Land/Region, Auszeichnung, Verkäufe) | Verkäufe |
| ---------------------------- | ---------------------------------------------------------------------- | -------- |
| Vereinigtes Königreich (BPI) | 5× Platin                                                              | 250.000  |
| Insgesamt                    | 5× Platin ·                                                            | 250.000  |

Hauptartikel: Ashley Tisdale/Auszeichnungen für Musikverkäufe